# Le Marin

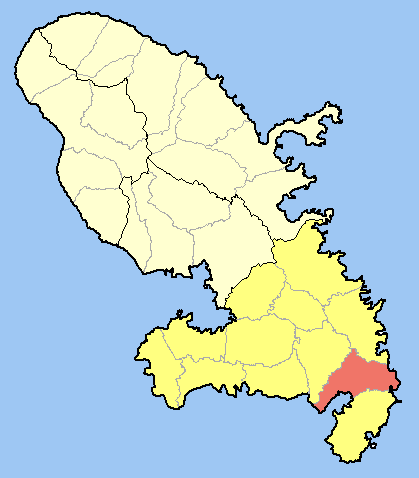
Situació de Le Marin

Le Marin és una comuna francesa, situada en el departament d'ultramar de Martinica. El 2009 tenia 8.694 habitants. Està situada a la part meridional de l'illa i és sotsprefectura des de 1974

## Administració
| Període | Identitat       | Partit |
| ------- | --------------- | ------ |
| 2008-   | Rodolphe Désiré | PPM    |